# Gørslev Sogn
Gørslev Sogn 
ist eine Kirchspielsgemeinde (dän.: Sogn)
auf der Insel Sjælland im südlichen Dänemark.
Bis 1970 gehörte sie zur Harde Bjæverskov Herred im damaligen Præstø Amt, danach zur Skovbo Kommune im Roskilde Amt, die im Zuge der  Kommunalreform zum 1. Januar 2007 in der Køge Kommune in der Region Sjælland aufgegangen ist.
Im Kirchspiel leben 1023 Einwohner (Stand: 1. Januar 2023).
Im Kirchspiel liegt die Kirche „Gørslev Kirke“.
Nachbargemeinden sind im Norden Borup Sogn, im Nordosten Kimmerslev Sogn, im Osten Bjæverskov Sogn und Vollerslev Sogn, im Süden in der benachbarten Faxe Kommune Terslev Sogn und in der westlich gelegenen Ringsted Kommune im Südwesten Ørslev Sogn und im Westen Nordrupøster Sogn und Kværkeby Sogn.